# Jet (zespół muzyczny)
Jet – australijska rockowa grupa muzyczna pochodząca z Melbourne. Zadebiutowała albumem Get Born, wydanym w 2003 roku, który sprzedał się w liczbie ponad miliona egzemplarzy. Zespół nawiązuje do starszych nurtów muzyki rockowej, m.in. do Oasis, AC/DC, The Rolling Stones, The Who, The Stooges i The Beatles.
26 marca 2012 na oficjalnej stronie Jet pojawiło się oświadczenie o zakończeniu działalności grupy.
W roku 2016 grupa ogłosiła wznowienie działalności.

## Skład
- Nic Cester – śpiew, gitara rytmiczna (od 2001)
- Cameron Muncey – gitara prowadząca (Gibson Flying V) (od 2001)
- Mark Wilson – gitara basowa, keyboard, harmonijka ustna (od 2002)
- Chris Cester – perkusja (od 2001)

### Muzycy sesyjni
- Stevie Hesketh – keyboard

### Byli członkowie
- Doug Armstrong – gitara basowa (2001–2002)
- Jason Doukas – keyboard (2001)

## Dyskografia

### Albumy i EPki
| Data wydania        | Tytuł       | Wytwórnia       | Lista ARIA                  | Lista Billboard |
| 6 maja 2003         | Dirty Sweet | Elektra Records |                             |                 |
| 7 października 2003 | Get Born    | Elektra Records | #1 (Platyna)                | #26             |
| 9 marca 2004        | Rare Tracks | Elektra Records |                             |                 |
| 1 października 2006 | Shine On    | Elektra Records | #3                          | #16             |
| 12 grudnia 2006     | Shine On EP | Elektra Records | #54 (na ARIA Singles Chart) |                 |
| 25 sierpnia 2009    | Shaka Rock  | Elektra Records |                             |                 |

### Single
| Rok  | Tytuł                                 | Pozycje na listach | Pozycje na listach | Pozycje na listach | Pozycje na listach   | Pozycje na listach | Album    |
| Rok  | Tytuł                                 | ARIA Singles Chart | U.S. Hot 100       | U.S. Modern Rock   | U.S. Mainstream Rock | UK Singles Chart   | Album    |
| ---- | ------------------------------------- | ------------------ | ------------------ | ------------------ | -------------------- | ------------------ | -------- |
| 2003 | „Are You Gonna Be My Girl”            | #20                | #29                | #3                 | #7                   | #23                | Get Born |
| 2003 | „Rollover DJ”                         | #31                | #51                | #14                | #14                  | #34                | Get Born |
| 2004 | „Look What You've Done”               | #12                | #37                | #3                 | #33                  | #28                | Get Born |
| 2004 | „Are You Gonna Be My Girl” (re-issue) | –                  | –                  | –                  | –                    | #16                | Get Born |
| 2004 | „Cold Hard Bitch”                     | #33                | #55                | #1                 | #1                   | #34                | Get Born |
| 2004 | „Get Me Outta Here” (UK single)       | –                  | –                  | –                  | –                    | #37                | Get Born |
| 2006 | „Put Your Money Where Your Mouth Is”  | #14                | #61                | #7                 | #15                  | #23                | Shine On |
| 2006 | „Bring It on Back”                    | –                  | –                  | –                  | –                    | #51                | Shine On |
| 2006 | "Rip It Up”                           | #49                | –                  | –                  | –                    | –                  | Shine On |
| 2007 | "Shine On”                            | #54                | –                  | #30                | –                    | #114               | Shine On |
| 2008 | "The Wild One”                        | #66                | –                  | –                  | –                    | –                  |          |

### DVD
| Data wydania      | Tytuł                | Wytwórnia       | Lista US Billboard |
| 1 listopada 2004  | Right! Right! Right! | Elektra Records |                    |
| 23 listopada 2004 | Family Style         | Elektra Records |                    |